# Maqueda
Maqueda – gmina w Hiszpanii, w prowincji Toledo, w Kastylii-La Mancha, o powierzchni 73,67 km². W 2011 roku gmina liczyła 543 mieszkańców.